# Liste der Naturdenkmale in Dinslaken und Voerde
Naturdenkmale im Kreis Wesel im Landschaftsplan Dinslaken und Voerde. Rechtskraft seit 27. April 2009.
| Denkmal-Nummer | Ort / Lage                                                                                      | Bezeichnung des ND    | Anzahl | Art                                   | Eingetragen seit | Schutzgrund                                               | Beschreibung | Bild            |
| -------------- | ----------------------------------------------------------------------------------------------- | --------------------- | ------ | ------------------------------------- | ---------------- | --------------------------------------------------------- | --- | --------------- |
| ND 1           | Voerde-Mehr am Heegerhof südöstlich der Mehrstraße Karte                                        | Baumpaar              | 2      | Kopfstieleichen (Quercus robur)       | 2009             | Seltenheit, Eigenart                                      | Zwei 15 m hohe Kopfstieleichen mit einem Stammumfang von 402 bzw. 376 cm, Alter ca. 200 Jahre                                               | BW              |
| ND 2           | Voerde-Holthausen Heideweg, westlich der Heikenskath Karte                                      | Einzelbaum            | 1      | Esskastanie (Castanea sativa)         | 2009             | Seltenheit, Eigenart, Schönheit,                          | 16 m hohe Esskastanie mit einem Stammumfang von 607 cm, Alter ca. 300 Jahre                                                                 | BW              |
| ND 3           | Voerde-Holthausen südlich der Heikenskath und westlich des Heideweges Karte                     | Einzelbaum            | 1      | Rotbuche (Fagus sylvatica)            | 2009             | Seltenheit, Schönheit                                     | 24 m hohe Rotbuche mit einem Stammumfang von 403 cm, Alter ca. 200 Jahre                                                                    | BW              |
| ND 4           | Voerde-Holthausen an der Hörskeskath westlich des Heideweges Karte                              | Einzelbaum            | 1      | Esskastanie (Castanea sativa)         | 2009             | Seltenheit, Schönheit                                     | 18 m hohe Esskastanie mit einem Stammumfang von 459 cm, Alter ca. 250 Jahre                                                                 | BW              |
| ND 5           | Voerde-Holthausen an der Hörskeskath westlich des Heideweges Karte                              | Einzelbaum            | 1      | Winterlinde (Tilia cordata)           | 2009             | Seltenheit, Schönheit                                     | 26 m hohe Winterlinde mit einem Stammumfang von 459 cm, Alter ca. 300 Jahre                                                                 | BW              |
| ND 6           | Voerde- an der Rönskenstraße westlich der Hofstelle Scheperjan Karte                            | Einzelbaum            | 1      | Stieleiche (Quercus robur)            | 2009             | Seltenheit, Schönheit                                     | 24 m hohe Stieleiche mit einem Stammumfang von 403 cm, Alter ca. 250 Jahre                                                                  | Fotos hochladen |
| ND 7           | Voerde- am Stegermannshof südlich des Stegerweges Karte                                         | Einzelbaum            | 1      | Esskastanie (Castanea sativa)         | 2009             | Seltenheit, Eigenart, Schönheit                           | 18 m hohe Esskastanie mit einem Stammumfang von 522 cm, Alter ca. 250 Jahre                                                                 | BW              |
| ND 8           | Voerde-Ork im Bereich „Die Ubberge“ nordwestlich der Mehrstraße Karte                           | Baumpaar              | 2      | Kopfstieleiche (Quercus robur)        | 2009             | Seltenheit, Eigenart, Schönheit                           | Zwei 10 m hohe Kopfeichen mit einem Stammumfang von 243 bzw. 432 cm, Alter ca. 230 Jahre                                                    | BW              |
| ND 9           | Voerde- am Haus Voerde Karte                                                                    | Findling              | 1      | Tertiärquarzit                        | 2009             | Erdgeschichtliche Gründe, Seltenheit, Eigenart, Schönheit | 1,2 m langer, 2,9 m breiter und 2,5 m hoher Tertiärquarzitblock mit einem Alter von mehr als 1 Mio. Jahre, der 1969 im Rhein gefunden wurde | Fotos hochladen |
| ND 10          | Voerde-Götterswickerhamm am Haus Ahr nordwestlich der Ahrstraße Karte                           | Baumpaar              | 2      | Eibe (Taxus baccata)                  | 2009             | Seltenheit, Eigenart                                      | Zwei 13 bzw. 10 m hohe Eiben mit einem Stammumfang von 205 bzw. 164 cm, Alter ca. 170 Jahre                                                 | BW              |
| ND 11          | Voerde-Götterswickerhamm Waldfläche südöstlich von Haus Ahr, Frankfurter Str. Karte             | Einzelbaum            | 1      | Esche (Fraxinus excelsior)            | 2009             | Seltenheit, Eigenart, Schönheit                           | 30 m hohe Esche mit einem Stammumfang von 502, Alter ca. 300 Jahre                                                                          | BW              |
| ND 12          | Voerde- am Kalbeckshof südlich des Hülsdonkweges Karte                                          | Baumpaar              | 2      | Esskastanie (Castanea sativa)         | 2009             | Seltenheit, Eigenart, Schönheit                           | Zwei 14 bzw. 20 m hohe Esskastanien mit einem Stammumfang von 302 bzw. 530 cm, Alter ca. 150 bzw. 220 Jahre                                 | BW              |
| ND 13          | Voerde- am Kalbeckshof südlich des Hülsdonkweges Karte                                          | Einzelbaum            | 1      | Esche (Fraxinus excelsior)            | 2009             | Seltenheit, Schönheit                                     | 26 m hohe Esche mit einem Stammumfang von 414 cm, Alter ca. 200 Jahre                                                                       | Fotos hochladen |
| ND 14          | Dinslaken-Hiesfeld nördlich der Dickerstraße Karte                                              | Findling              | 1      | „Kriegerehrenmal“, Braunkohlenquarzit | 2009             | erdgeschichtliche Gründe, Seltenheit, Eigenart, Schönheit | 1,6 m langer, 0,6 m breiter und 1,8 m hoher Braunkohlenquarzit mit einem Alter von mehr als 1 Mio. Jahren                                   | Fotos hochladen |
| ND 15          | Dinslaken-Hiesfeld am Mühlenmuseum östlich der Kirchstraße Karte                                | Findling              | 1      | Granit                                | 2009             | erdgeschichtliche Gründe, Seltenheit, Eigenart, Schönheit | 1,85 m langer, 1,2 m breiter und 1,2 m hoher Granit mit einem Alter von mehr als 1 Mio. Jahre                                               | Fotos hochladen |
| ND 16          | Voerde-Speller Heide an einer Hofstelle westlich des Risselshofes und südwestlich der B 8 Karte | Einzelbaum + Baumpaar | 3      | Esskastanien (Castanea sativa)        | 2009             | Seltenheit, Schönheit                                     | Drei 20 bis 22 m hohe Esskastanien mit einem Stammumfang von 547 bzw. 480 bzw. 415 cm, Alter von ca. 250 bis 280 Jahren                     | BW              |